# Herb Broku
Herb Broku – jeden z symboli miasta Brok i gminy Brok w postaci herbu.

## Wygląd i symbolika
Herb przedstawia wizerunek Baranka Bożego (Wielkanocnego) ze złotym nimbem na czerwonym tle, stojącego na zielonej murawie. Za barankiem stoi biała flaga z czerwonym krzyżem. Baranek zwrócony jest w prawą (heraldycznie) stronę.
Symbolika herbu nawiązuje do św. Jana Chrzciciela.